# Ricki-Lee Coulter
Ricki-Lee Dawn Coulter (Auckland, 10 de noviembre de 1985), conocida como Ricki-Lee Coulter o Ricki-Lee, es una cantante y compositora australiana-neozelandesa. Creció en Gold Coast, Queensland, donde sigue viviendo, y comenzó a actuar a los 15 años. Coulter saltó a la fama en 2004 en la segunda temporada de Australian Idol, donde quedó séptima. Posteriormente firmó con el sello independiente australiano Shock Records y lanzó su álbum debut homónimo Ricki-Lee (2005), que produjo sus primeros éxitos, "Hell No!" y "Sunshine". Ambos sencillos fueron certificados como oro por la Asociación Australiana de la Industria Discográfica (ARIA). Al año siguiente, Coulter se convirtió en miembro del grupo de pop australiano Young Divas, que abandonaría a principios de 2007 para reanudar su carrera en solitario.
El segundo álbum de Coulter, Brand New Day (2007), fue disco de oro e incluyó los sencillos top ten "Love Is All Around", "Can't Sing a Different Song" y "Can't Touch It", este último fue fue disco de platino. El primer álbum recopilatorio de Coulter, The Singles, se lanzó en 2008 y contenía el sencillo "Wiggle It", que se encontraba entre los veinte primeros. En 2011, finalizó su contrato con Shock Records y firmó con el importante sello EMI Music Australia. El tercer álbum de Coulter, Fear & Freedom (2012), debutó en el número siete en el ARIA Albums Chart y se convirtió en su primer álbum entre los diez primeros. Incluía los éxitos top veinte "Raining Diamonds" y "Do It Like That", ambos discos de platino platino. "Do It Like That" también fue un éxito entre los diez primeros en la lista Billboard Japan Hot 100 y le valió a Coulter su primera nominación premio ARIA Music Award como Canción del año. Su cuarto álbum, Dance in the Rain (2014) se convirtió en su segundo álbum entre los quince primeros, y contó con el sencillo "All We Need Is Love", que estuvo entre los cuarenta primeros. Coulter lanzó de forma independiente su quinto álbum On My Own en 2024, que se convertiría en su álbum con mayor éxito en el ARIA Albums Chart hasta la fecha.[cita requerida]
Regresó a Australian Idol para las temporadas seis y siete, como presentadora y reportera, junto a James Mathison y Andrew Günsberg. El papel le valió una nominación en los Premios Logie de 2009 como nuevo talento femenino más popular. También fue presentadora de radio a tiempo completo para el programa de desayuno Nova 96.9 de Sydney en 2010, junto a Merrick Watts y Scott Dooley. En 2019, Coulter se convirtió en el presentador de Australia's Got Talent. Coulter fue anunciada en septiembre de 2022 como coanfitriona del reinicio de Seven Network de 2023 de Australian Idol, junto a Scott Tweedie.

## Biografía
Ricki-Lee Dawn Coulter nació el 10 de noviembre de 1985 en Auckland, Nueva Zelanda.  Su nombre es un guiño al cantante Rickie Lee Jones. Su madre, Loretta Sheerin, nacida en Tonga, era modelo. Los padres de Coulter se separaron antes de que ella naciera y fue criada por su madre. Coulter y su madre se mudaron a Gold Coast, Queensland cuando ella tenía tres meses. La figura paterna de Coulter en ese momento era su abuelo Rocky. La madre de Coulter le dio todas las oportunidades para visitar a su padre biológico en Nueva Zelanda cuando era niña. "Él no era parte de mi vida. Iba allí y me quedaba con él y su familia, [pero] me resultaba extraño. Luego, cuando llegué a una edad en la que podía hablar con mi madre, a los seis o siete años, le dije: 'No quiero ir; no me gusta'". [cita requerida]
Asistió a la Escuela Estatal de Southport y vivió las luchas personales de una infancia solitaria mientras quería una vida similar a la de sus amigos de la escuela. "Sus padres estaban casados. Tenían hermanos y hermanas. Tomaban el té por la tarde. Tenían comida preparada. Yo nunca comía eso. Cuando llegaba a casa de la escuela no había nada en la alacena. Comía pan mohoso y bebía agua porque eso me llenaba".[cita requerida] Coulter creció casi sola porque su madre tenía dos empleos para pagar las cuentas. Durante la escuela primaria, practicó muchos deportes, entre ellos natación, fútbol touch y netball, que jugó durante seis años.Con nueve años, su madre conoció a su padrastro, John, de ascendencia escocesa. Coulter tiene dos "medio hermanas", Jodie y Emily.
Cuando era adolescente, asistió a la escuela secundaria estatal de Southport. A la edad de 15 años, Coulter sufrió una grave lesión de rodilla que requirió cirugía reconstructiva. Le dijeron que nunca volvería a jugar al «netball». Varios meses después, la habilidad de Coulter para cantar fue descubierta por su madre, quien la escuchó en su habitación, lo que la llevó a actuar en conciertos en las áreas de Gold Coast y Brisbane con bandas en vivo. Además de cantar, también aprendió a tocar varios instrumentos, incluido el saxofón tenor, la flauta y la trompeta, y a menudo los tocaba en conciertos escolares y en la banda del escenario de la escuela. Durante la escuela secundaria, Coulter se destacó en la música y el deporte. Después de completar la escuela secundaria en 2002, decidió centrarse en su carrera musical y comenzó a escribir sus propias canciones con su buen amigo Xy Latu. 

## Carrera musical

### 2003-2004:Australian IdolyPopstars Live
En 2003, Coulter audicionó para la primera temporada de Australian Idol, pero no pasó de las rondas de audiciones.  Al año siguiente, Coulter audicionó con éxito para la primera temporada de Popstars Live y avanzó hasta la ronda de los sesenta mejores de la competencia, pero fue parte del primer grupo de artistas que fueron enviados a casa.  Más tarde ese mismo año, Coulter audicionó con éxito para la segunda temporada de Australian Idol, cantando " Don't Let Go (Love) " de En Vogue, y avanzó hasta las semifinales. Tras el proceso de semifinales, avanzó hasta el top doce.  A lo largo de la temporada, Coulter fue considerada como una de las favoritas para ganar la competencia debido a sus interpretaciones de "Don't Stop 'til You Get Enough" de Michael Jackson, la versión de "Proud Mary" de Tina Turner y "I Have Nothing" de Whitney Houston. En las últimas siete semanas, Coulter fue eliminada de la competencia. Tras su eliminación, "los periódicos publicaron la historia como noticia de primera plana y la propia Coulter no pudo ocultar del todo la ira y la decepción que claramente sentía". Al igual que el concursante Daniel Belle, quien fue eliminado la semana anterior a ella, Coulter nunca apareció entre los últimos tres hasta su eliminación.

### 2005-2007:Ricki-Leey Young Divas

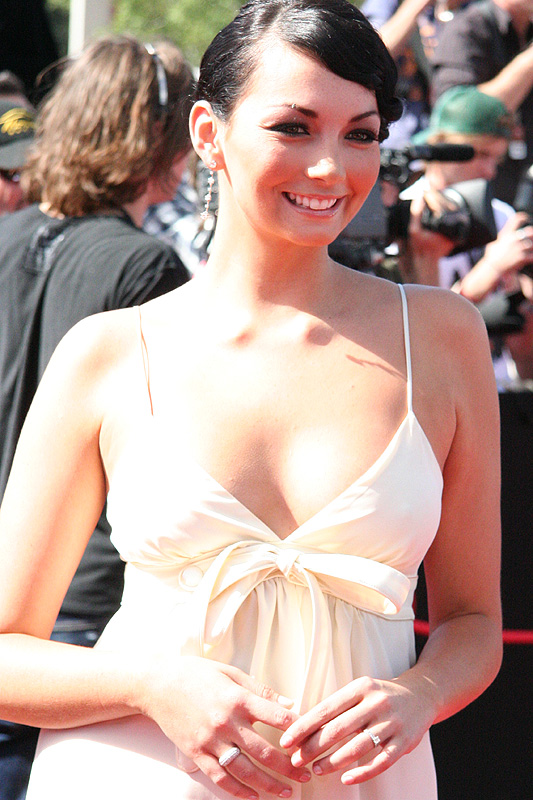
Coulter en la alfombra roja de los ARIA Music Awards 2006

Tras su salida de Australian Idol, a Coulter le ofrecieron contratos de grabación varios sellos discográficos, incluido el patrocinador del programa, Sony BMG, pero firmó con el sello independiente más grande de Australia, Shock Records.  Coulter explicó: "Me reuní con varios sellos y Shock fue el único que me preguntó qué quería hacer, qué tipo de álbum quería hacer y con quién quería trabajar".  Su sencillo debut "Hell No!" fue lanzado en junio de 2005, antes del álbum debut homónimo relacionado, Ricki-Lee. La canción alcanzó el número cinco en el ARIA Singles Chart, permaneciendo entre los diez primeros durante tres semanas consecutivas. Finalmente fue certificado como disco de oro por la Asociación Australiana de la Industria Discográfica, por envíos de 35.000 copias. "Sunshine" fue lanzado como su segundo sencillo en septiembre, que alcanzó el puesto número ocho y también fue certificado oro.   Ricki-Lee fue lanzado el 3 de octubre de 2005,  y alcanzó el puesto número 30 en el ARIA Albums Chart.  Coulter colaboró con varios productores y compositores en el álbum, incluidos Audius Mtawarira, Israel Cruz, Nitty, Jarrad Rogers y Kara DioGuardi, entre otros. "Breathe" fue lanzado como el tercer y último sencillo del álbum en enero de 2006, y alcanzó el número 14. En los premios de música urbana de Australia y Nueva Zelanda de 2006, Ricki-Lee fue nominado a "Mejor álbum de R&B". 
Ese mismo año, Coulter unió fuerzas con las concursantes anteriores de Australian Idol Paulini, Emily Williams y Kate DeAraugo para ser parte del proyecto de canto femenino llamado Young Divas. El proyecto se formó inicialmente para promover una gira nacional conjunta de 17 fechas, donde todos los cantantes interpretarían su material en solitario y varias canciones como grupo.  Young Divas lanzó una versión del sencillo de Donna Summer "This Time I Know It's for Real" en mayo de 2006, a través de Sony BMG, para promocionar las entradas para la gira. También se filmó un vídeo musical para acompañar el lanzamiento de la canción.  En una entrevista con The Sydney Morning Herald, DeAraugo declaró que "no son un supergrupo de Idol, se trata simplemente de encontrar cuatro voces femeninas. Dio la casualidad de que las cuatro con las que nos quedamos son todas de Idol. El sencillo es sólo para promocionar la gira, sólo para mostrar una muestra de lo que habrá allí, pero no habrá un álbum".  La versión de Young Divas de "This Time I Know It's for Real" alcanzó el número dos y permaneció entre los diez primeros durante catorce semanas consecutivas.  Finalmente fue certificado platino, por envíos de 70.000 copias. Cinco meses después del lanzamiento del sencillo, Young Divas lanzó un segundo sencillo en noviembre de 2006, una versión de "Happenin' All Over Again" de Lonnie Gordon. La canción alcanzó el número nueve y fue certificada oro.
Su éxito comercial impulsó el lanzamiento de un álbum debut de versiones clásicas de disco y pop titulado Young Divas, el 27 de noviembre de 2006, estableciéndose como un grupo oficial. El álbum debutó en el número cuatro y fue certificado doble platino, por envíos de 140.000 copias. Una versión de "Searchin'" de Hazell Dean fue lanzada como el tercer sencillo del grupo y alcanzó el número 40. En febrero de 2007, se anunció que Young Divas se había retirado de su gira nacional programada para apoyar a la banda de chicos irlandesa Westlife, porque Coulter se había ido al extranjero para trabajar en su segundo álbum en solitario. La cancelación se produjo en medio de afirmaciones de que Coulter estaba dispuesto a abandonar el grupo, debido a enfrentamientos de personalidad con DeAraugo. Los rumores fueron desmentidos por el manager del grupo, David Champion, quien afirmó que ella regresaría para la próxima gira principal del grupo y la grabación de su segundo álbum. Sin embargo, el 22 de junio de 2007, Coulter anunció su marcha para reanudar su carrera en solitario y planificar su inminente boda con su prometido, Jamie Babbington. Jessica Mauboy, quien quedó en segundo lugar en la cuarta temporada de Australian Idol, fue la reemplazante de Coulter en el grupo.

### 2007-2010:Brand New Dayy lanzamientos posteriores

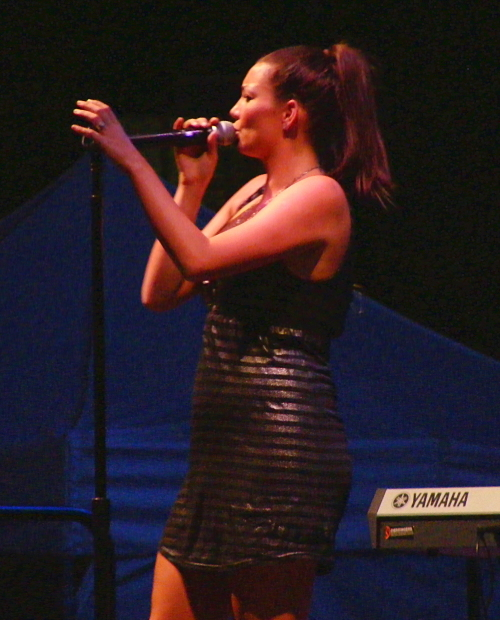
Coulter actuando en Tea Tree Gully, Australia del Sur, en febrero de 2007

Coulter lanzó "Can't Touch It" como el sencillo principal de su segundo álbum Brand New Day en agosto de 2007. La canción alcanzó el número dos y permaneció entre los diez primeros durante ocho semanas consecutivas. Es el sencillo más exitoso de Coulter y fue certificado platino en 2008. En los premios Jägermeister AIR de 2007, "Can't Touch It" fue nominado como "Mejor sencillo/EP independiente".  Brand New Day se lanzó el 11 de agosto de 2007, y alcanzó el número 37. Coulter trabajó con varios productores y compositores en el álbum, incluidos KNS, David Gamson, Marc Nelkin, Vince Pizzinga, Andrew De Sylva, Mtawarira y Glenn Cunningham, entre otros. 
En los Nickelodeon Australian Kids' Choice Awards de 2007, Coulter ganó el premio a la "Cantante femenina favorita".  Su versión de "Love Is All Around" de la artista sueca Agnes Carlsson fue lanzada como el segundo sencillo de Brand New Day en noviembre de 2007 y alcanzó el puesto número cinco. El 18 de noviembre de 2007, Coulter actuó en el primer Fluffy Festival en Brisbane junto a artistas como Mr Timothy, Slinkee Minx, Potbelleez, TV Rock, Seany B y Vandalism. Un mes después, se anunció que Coulter había firmado dos contratos discográficos internacionales, con el sello dance Ministry of Sound del Reino Unido y el sello independiente japonés Pony Canyon. Brand New Day se lanzó en Japón el 9 de enero de 2008 y alcanzó el número 242 en la lista de álbumes japoneses. Ese mismo mes, Coulter actuó como telonero de la gira australiana de Hilary Duff en su Dignity Tour. "Can't Sing a Different Song" fue lanzado como el tercer y último sencillo del álbum en marzo de 2008, y alcanzó el puesto número ocho. Durante este tiempo, Coulter se embarcó en su Brand New Day Tour en Australia, que sirvió como su primera gira como cabeza de cartel en solitario. En los Nickelodeon Australian Kids' Choice Awards de 2008, recibió dos nominaciones en las categorías de 'Australiana favorita' y 'Cantante favorita', y ganó este último premio.   En septiembre de 2008, Coulter lanzó "Wiggle It", que alcanzó el puesto número 11,  como el sencillo principal de su primer álbum recopilatorio The Singles. El álbum fue lanzado el 8 de noviembre de 2008, pero no logró impactar en las listas.
En julio de 2009, Coulter lanzó "Don't Miss You", que alcanzó el número 24, como el sencillo principal de su tercer álbum de estudio propuesto, Hear No, See No, Speak No. El segundo sencillo, la canción principal, fue lanzada en octubre de 2009, y alcanzó el puesto número 46.  Hear No, See No, Speak No originalmente estaba previsto para ser lanzado en noviembre de 2009, pero se retrasó para su lanzamiento en enero de 2010. Coulter finalmente decidió cancelar el lanzamiento del álbum debido a que los dos primeros sencillos tuvieron dificultades en las listas.  En marzo de 2010, Coulter fue telonero de la gira australiana This Is Us Tour de los Backstreet Boys. Ese mismo año, su canción "Can't Touch It" apareció en la banda sonora de la película Sex and the City 2. Coulter anunció a través de su cuenta oficial de Twitter el 2 de julio de 2010 que se había separado de su manager de cinco años, Lauren Brown.  Luego se reveló que su nuevo manager era Sean Anderson de la empresa de gestión 22. Coulter luego se separó de Anderson y pasó a ser representado por su entonces novio Richard Harrison de Black Label Entertainment. A lo largo de 2010, Coulter dejó en suspenso su carrera musical mientras aceptaba un puesto de tiempo completo como presentadora de radio matutina para Nova 96.9 de Sídney, junto a Merrick Watts y Scott Dooley .  Durante ese tiempo, Coulter pensó en dejar la música. "A principios de año no podía imaginarme entrar en un estudio y escribir una canción de nuevo. Ni siquiera quería subirme al escenario y cantar. Ya no quería más. Me resulta difícil decirlo incluso ahora. La música es todo lo que siempre quise hacer. Mentalmente ya no estaba en condiciones. Quería salir, era demasiado difícil. Sentía que me habían agotado. Me sentía derrotada".  Más tarde declaró que después de asistir a un concierto de Thirty Seconds to Mars en Melbourne y volver a ver el DVD Dangerous Tour de Michael Jackson, se sintió inspirada para actuar nuevamente. 

### 2011-2014:Fear & FreedomyDance in the Rain

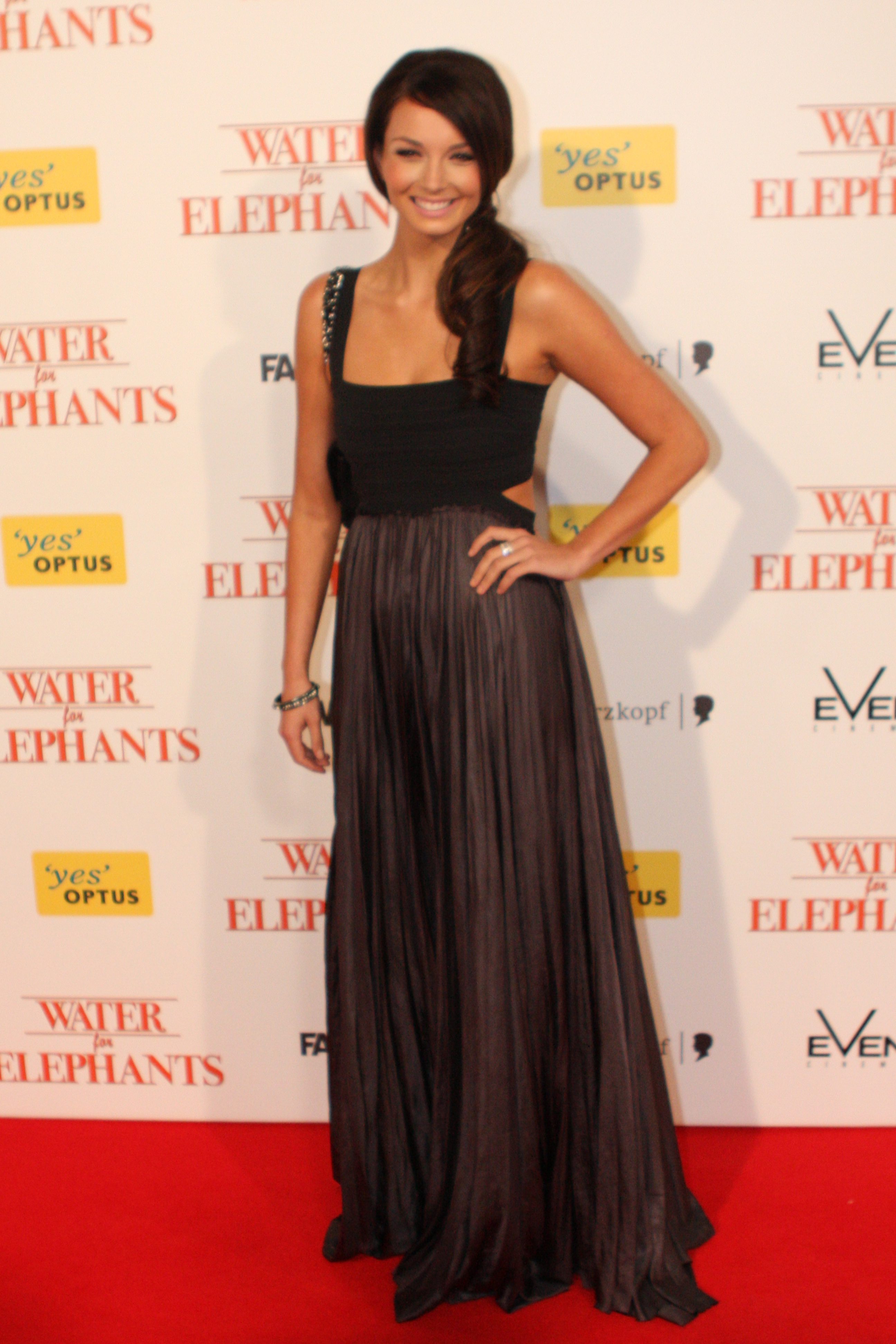
Ricki-Lee Coulter en el estreno de "Water for Elephants" en Sídney, mayo de 2011

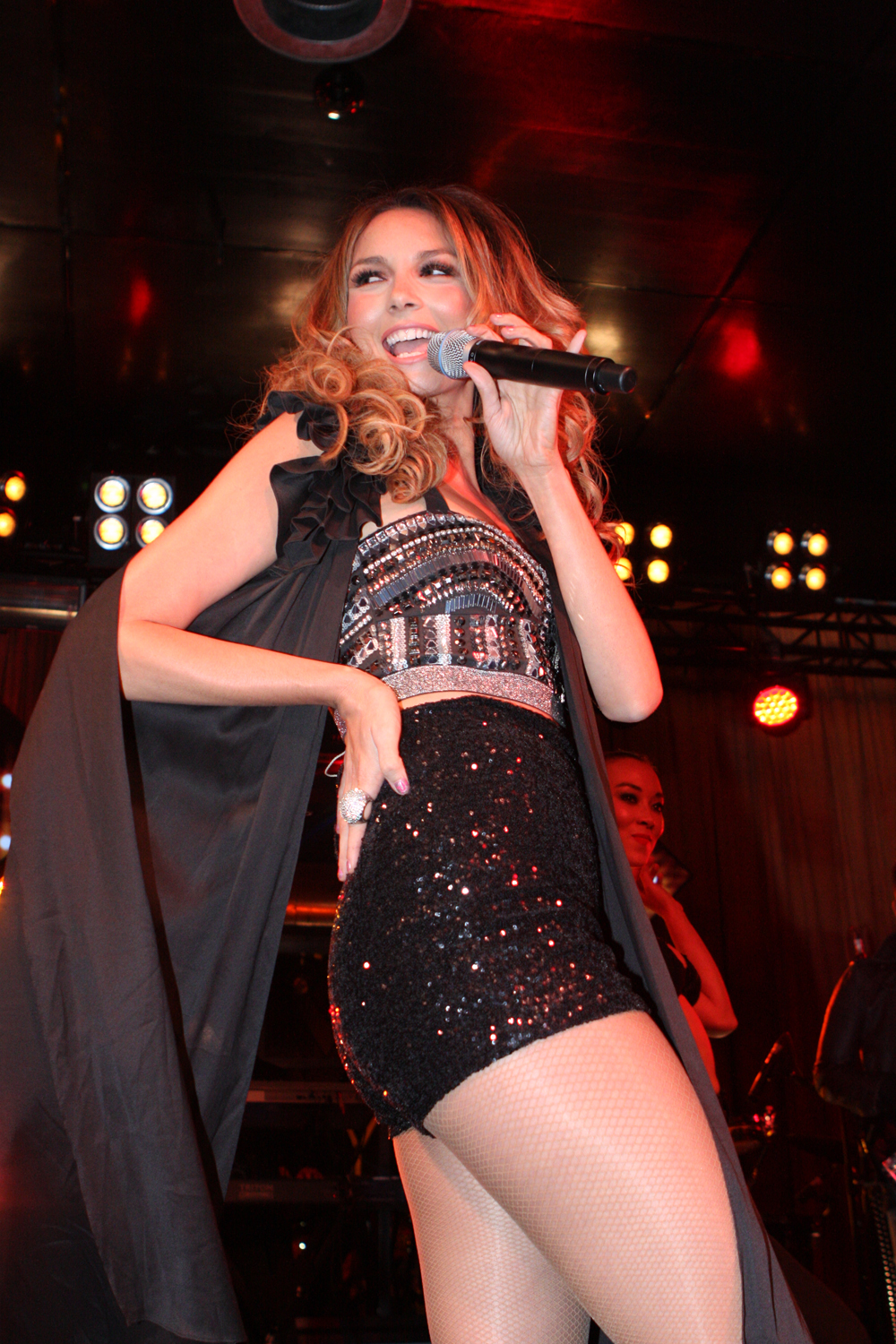
Coulter interpretando temas de su tercer álbum, Fear & Freedom, en el Beresford Hotel, Sídney, en mayo de 2012

Coulter finalizó su contrato con Shock Records en 2011. Tras el lanzamiento de su sencillo "Raining Diamonds" en octubre de 2011, se reveló que Coulter había firmado un contrato discográfico con el sello discográfico EMI Music Australia. "Raining Diamonds", que alcanzó el puesto número 19,  fue el sencillo principal del tercer álbum de Coulter, Fear & Freedom, y fue certificado platino. Le valió dos nominaciones en los premios IT List Awards de 2011 en las categorías de 'Single de 2011' y 'Artista femenina australiana'.  "Do It Like That ", el segundo sencillo, fue lanzado en marzo de 2012, y alcanzó el puesto número 13 y fue certificado platino. También se convirtió en el primer sencillo de Coulter en llegar a las listas internacionales, alcanzando el número Siete en la lista Japan Hot 100. "Do It Like That" le valió a Coulter su primera nominación al premio ARIA Music Award como Canción del Año . 
El tercer sencillo, "Crazy", fue lanzado en julio de 2012, y alcanzó el número 46.  El 30 de mayo de 2012, Coulter interpretó por primera vez las canciones de Fear & Freedom en el Beresford Hotel de Sídney. El álbum fue lanzado el 17 de agosto de 2012, debutó en el número siete y se convirtió en el primer álbum entre los diez primeros de Coulter como artista solista.  En septiembre de 2012, Coulter se embarcó en su gira Fear & Freedom en Australia, que sirvió como su segunda gira como cabeza de cartel. En los premios Cosmopolitan Fun, Fearless, Female Women of the Year Awards de 2012, Coulter ganó el premio a 'Cantante del año'. "Burn It Down", el cuarto y último sencillo de Fear & Freedom, fue lanzado en diciembre de 2012, y alcanzó el número 49. 
"Come & Get in Trouble with Me" fue lanzado como el decimocuarto sencillo general de Coulter en agosto de 2013, y alcanzó el puesto número 28.  En abril-mayo de 2014, Coulter fue el acto de apoyo de la etapa australiana de Jason Derulo de su Tattoos World Tour. En mayo de 2014, lanzó "All We Need Is Love", que alcanzó el puesto número 39, como el sencillo principal de su cuarto álbum de estudio Dance in the Rain. El segundo sencillo del álbum, "Happy Ever After", fue lanzado en julio de 2014 y debutó en el puesto número 65. Dance in the Rain se lanzó el 17 de octubre de 2014, debutó en el puesto número 14 y se convirtió en el segundo álbum de Coulter en llegar al top quince.  "Giddyup" fue lanzado como el tercer sencillo de Dance in the Rain, pero no logró entrar en las listas.
En 2015 y 2016, Coulter se tomó un descanso de lanzar música y pasó dos años viviendo y escribiendo canciones en Los Ángeles. Después de una pausa de tres años, lanzó el sencillo "Not Too Late" en septiembre de 2017. La "balada suave y arrullante" marca un alejamiento de los lanzamientos de baile anteriores de Coulter, y líricamente trata sobre "la redención y que nunca es demasiado tarde para corregir nuestros errores y comenzar de nuevo". "Not Too Late" fue lanzada a través de Universal Music Australia, luego de la compra del sello de Coulter, EMI, y debutó en el puesto número 83. En abril de 2018, Coulter actuó en las ceremonias de apertura y clausura de los Juegos de la Commonwealth de 2018, celebrados en Gold Coast, Queensland. Coulter lanzó el sencillo "Unbothered" en octubre de 2018. Denise Raward de Sunshine Coast Daily describió "Unbothered" como una canción pop "desvergonzada" con un tono "tranquilo" y letras "atrevidas". Coulter se refirió a "Unbothered" como un "himno" que habla de alejarse "de la gente y las situaciones de mierda" y "recuperar el control".
En mayo de 2019, Coulter comenzó a embarcarse en su gira Ricki-Lee: Live in Concert Tour en Australia, que se realizó para celebrar sus primeros 15 años en la industria de la música. La gira contó con Coulter interpretando canciones de la película A Star Is Born (2018) y de su tiempo en Australian Idol (2004), así como sus grandes éxitos como solista y con Young Divas. El primer lanzamiento musical de Coulter en dos años, la canción "Last Night", fue lanzada el 12 de junio de 2020.

### 2023-presente:On My Own
En marzo de 2023, Ricki-Lee lanzó "On My Own", el primer sencillo de su quinto álbum de estudio. El segundo sencillo "Point of No Return" fue lanzado el 21 de julio de 2023. En noviembre de 2023, Coulter lanzó el tercer sencillo del álbum titulado "Ghost" y anunció que su quinto álbum de estudio se lanzaría en marzo de 2024, titulado On My Own. El cuarto y último sencillo "I Was Made for Loving You" fue lanzado el 1 de marzo de 2024, y el álbum se lanzó oficialmente el 8 de marzo. On My Own debutó en el número 3 en el ARIA Albums Chart siendo el álbum más vendido de un artista australiano esa semana.

## Estilo musical e influencias
La música de Coulter abarca desde de R&B y el pop, hasta el electro, el rock y el dance. Guy Blackman de The Age señaló que el álbum debut homónimo de Coulter, Ricki-Lee (2005), "es una colección contagiosa de melodías pop con tintes R&B que va un paso más allá del material habitual de Idol ".  Matthew Chisling de Allmusic también señaló que el álbum incluye elementos de rock y comparó el material con artistas como S Club 7 y Nicole Scherzinger. Su segundo álbum, Brand New Day (2007), presenta canciones de baile animadas,  con elementos de disco, reggae, música swing de los años 40, jazz pop de los años 70 y motown.  La letra del tercer sencillo del álbum, "Can't Sing a Different Song", es "una especie de alarde de lo felices que eran ella y su marido" en ese momento, Babbington.  En 2009, Coulter lanzó los sencillos "Don't Miss You" y "Hear No, See No, Speak No", que mostraron un nuevo sonido electropop y rock. Coulter admitió que "Don't Miss You" trataba sobre terminar su relación con Babbington, diciendo "fue mi primera ruptura y él fue mi primer novio, así que no puedo mentir". Además de grabar música, Coulter ha coescrito gran parte de su propio material. Ella coescribió cuatro canciones en su álbum debut, diez canciones en su segundo álbum y doce canciones en su tercer álbum.
Coulter ha dicho que creció escuchando a artistas como Mariah Carey y Whitney Houston, citando a esta última como una influencia. También ha mencionado a Michael Jackson y Beyoncé como influencias, según le dijo a la revista Cosmopolitan: "[Beyoncé] es muy motivada, se esfuerza al máximo y ha logrado mucho, pero siempre está buscando cuál será su próximo paso y cómo puede mejorar lo que ha hecho en el pasado. Realmente está marcando la pauta para las artistas femeninas y creo que es una especie de Michael Jackson de esta generación".  Los críticos han comparado las canciones de Coulter "Do It Like That" (2012) y su vídeo musical, así como "Giddyup" (2014) con el trabajo de Beyoncé. Coulter ha expresado su admiración por otras artistas femeninas como Madonna, Pink, Lady Gaga y Katy Perry.

## Otros trabajos

### Televisión
Coulter apareció como concursante en el reality show australiano Celebrity Circus en mayo de 2005, junto con otras ocho celebridades.  La tarea del programa era entrenar a los concursantes como artistas de circo.  En febrero de 2008, fue mentora en la tercera temporada del programa de canto de celebridades, It Takes Two, y fue compañera del golfista profesional y tenista Scott Draper.  Coulter y Draper fueron el tercer dúo en ser eliminado de la competencia el 4 de marzo.  Más tarde ese año, regresó a Australian Idol como presentadora y reportera junto a James Mathison y Andrew Günsberg .  Coulter fue copresentadora del programa durante dos temporadas y recibió una nominación en los Premios Logie de 2009 como nuevo talento femenino más popular. Coulter se convirtió en mentor de la primera temporada de The Voice Australia en 2012, y se asoció con el entrenador Seal para preparar a los concursantes de su equipo para las rondas de batalla del programa. En 2014, Coulter se convirtió en concursante de la decimocuarta temporada de Dancing with the Stars Australia y se asoció con el bailarín profesional Jarryd Byrne. Llegó a la gran final y quedó en tercer lugar en la competencia. Coulter presentó el programa de televisión Life Changing Adventures, que se estrenó en 7Two el 11 de junio de 2017. Filmado en la Isla Sur de Nueva Zelanda en abril de 2015, el programa presentó a nueve australianos comunes que asumieron desafíos para recaudar dinero y generar conciencia para la organización benéfica CanDo4Kids.
En 2019, Coulter se convirtió en el presentador de la novena temporada de Australia's Got Talent y regresó como presentador de la décima temporada en 2022. En 2022, se anunció que Coulter se uniría al reinicio de Seven Network de Australian Idol como coanfitrión junto a Scott Tweedie, después de una pausa de trece años del programa.

### Radio

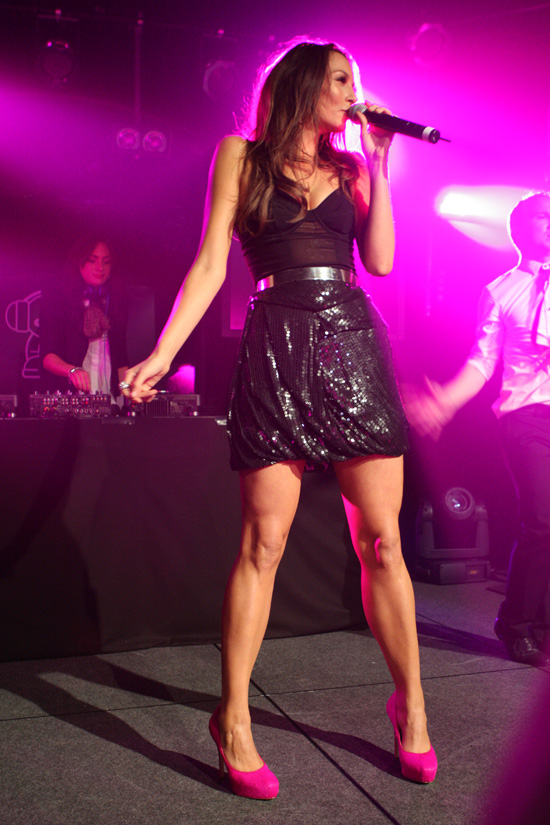
Coulter actuando en la fiesta For the Love of Sydney, de Fitzy y Wippa de Nova 96.9, en The Standard, Darlinghurst, Nueva Gales del Sur, en octubre de 2011

Coulter hizo su debut como presentadora de radio en enero de 2008, uniéndose al equipo de desayuno de B105 FM de Brisbane, junto a Labrat, Stav y Camilla. Ese mismo año, fue copresentadora del programa de desayuno de verano de Fox FM en Melbourne, junto a Mike Goldman y Brian McFadden. Coulter se convirtió en presentadora de radio a tiempo completo para el programa de desayuno Nova 96.9 de Sídney en 2010, junto a Merrick Watts y Scott Dooley. Fue copresentadora del programa solo ese año, pero recibió dos nominaciones a los premios: 'Mejor recién llegada al aire - Metropolitan' en los Premios de Radio Comercial Australiana de 2010 y 'Presentadora de radio' en los Premios Cosmopolitan Fun, Fearless, Female Women of the Year de 2010.   
En octubre de 2022, Coulter comenzó a reemplazar a Kate Ritchie en el programa de radio nacional de Nova, Kate, Tim & Joel. En marzo de 2023, Nova anunció que se uniría permanentemente al programa como copresentadora después de que Ritchie se uniera a Fitzy & Wippa. Se unió a los anfitriones restantes Tim Blackwell y Joel Creasy. Posteriormente, el programa pasó a llamarse Ricki-Lee, Tim & Joel cuando ella se unió permanentemente al equipo.

### Patrocinios
Coulter se convirtió en embajadora de la línea australiana de ropa moldeadora Hold Me Tight en 2008, apareciendo en varias campañas promocionales como la cara y el cuerpo de la línea.   La colección Hold Me Tight se lanzó únicamente en las tiendas Big W de Australia y en las sucursales de The Warehouse en Nueva Zelanda.  En mayo de 2012, se convirtió en el rostro del programa Earn & Learn 2012 de Woolworths Supermarkets, que tiene como objetivo entregar "millones de dólares en recursos educativos" a escuelas primarias y secundarias en Australia. Apareció en un comercial de televisión para el programa, en el que aparecían estudiantes de la escuela primaria Darcy Road en Wentworthville, Nueva Gales del Sur.  Más tarde ese mes, se anunció que Coulter era el nuevo rostro australiano de la marca internacional de cosméticos CoverGirl, reemplazando a la modelo Jennifer Hawkins, que había estado con la marca desde 2006.
En 2013, Coulter se asoció con Cotton on Body para lanzar su propia gama de prendas de baile y ropa interior llamada Ricki-Lee Army. La colección incluía camisetas sin mangas con estampados de lentejuelas, chaquetas con capucha con lentejuelas por todas partes, tops de manga larga de malla y bragas estampadas. Estuvo disponible para comprar en línea a partir del 22 de agosto de 2013 y en tiendas a partir del 26 de agosto de 2013.

### Filantropía
En 2007 y 2008, Coulter fue embajador de McHappy Day, un evento anual de recaudación de fondos de McDonald's que apoya a Ronald McDonald House Charities y brinda programas y servicios muy necesarios para niños gravemente enfermos y sus familias. En 2008, Coulter se convirtió en el rostro del Jeans for Genes Day en Australia, un evento benéfico de recaudación de fondos organizado por el Instituto de Investigación Médica Infantil que patrocina la investigación de enfermedades genéticas infantiles.   Coulter ha apoyado la organización benéfica desde que estaba en la escuela secundaria.  Recaudó 100.000 dólares para la campaña, incluidas las ganancias obtenidas de su sesión de fotos desnuda con la revista Cleo. Junto con la artista discográfica Marcia Hines, Coulter se convirtió en portavoz de la campaña anual australiana del lazo rojo en noviembre de 2011, recaudando dinero para la lucha contra el VIH y el SIDA, y ayudando a las personas con VIH. Un mes después, el 19 de diciembre de 2011, actuó en el Pitt Street Mall de Sídney, como parte de la iniciativa Optus Celebrity Carols para recaudar dinero para The Smith Family, una organización benéfica que beneficia a niños desfavorecidos y sus familias. En 2015, Coulter volvió a ser embajador de McHappy Day.

## Vida personal
A los 15 años, Coulter conoció a Jamie Babbington, un constructor de Gold Coast que en ese momento tenía 23 años.   Comenzaron a "salir en serio" después de aproximadamente un año.  Coulter y Babbington se casaron en un lugar secreto en Canungra, Queensland, el 7 de septiembre de 2007.   Coulter tomó el apellido de su marido y se convirtió en Ricki-Lee Babbington.  La pareja pasó su luna de miel en las Maldivas durante cinco semanas.  Al año siguiente, el 18 de octubre de 2008, el publicista de Coulter emitió un comunicado en el que afirmaba que se habían separado debido a la "distancia y el tiempo que habían pasado separados". En una entrevista con Jonathan Moran de Herald Sun, tres años después de que terminó el matrimonio, Coulter reveló que había experimentado depresión durante su relación con Babbington. “Estaba viviendo mi sueño, pero tras las puertas cerradas mi vida personal era un caos. [...] Me sentía sola, lo reprimí todo y eso empeoró las cosas. Quería renunciar a todo. No salía de casa durante días seguidos. Me quedaba sentada en casa todo el día y no hacía nada”. 
En septiembre de 2009, Coulter comenzó a salir con su manager Richard Harrison, y en agosto de 2010, la pareja hizo pública su relación. Antes de conocer a Harrison, Coulter era considerada un modelo a seguir para las chicas con curvas y afirmaba que estaba orgullosa de ser una mujer de talla 14.  Desde entonces ha perdido más de 30 kilogramos, lo que la ha transformado en una talla 8.   La pareja anunció su compromiso en la edición del 7 de enero de 2013 de la revista New Idea. Después de dos años de compromiso, Coulter y Harrison se casaron en el Château Bouffémont en París, Francia, el 5 de agosto de 2015. Coulter apareció en la portada de la edición del 17 de agosto de 2015 de New Idea con su vestido de novia.

## Discografía
- Ricki-Lee (2005)
- Brand New Day (2007)
- Fear & Freedom (2012)
- Dance in the Rain (2014)
- On My Own (2024)

## Giras
- The Brand New Day Tour (2008)[29]
- Fear & Freedom Tour (2012)[51]
- Ricki-Lee: Live in Concert Tour (2019)[69]

En conjunto
- Gira de las Young Divas con Paulini, Emily Williams y Kate DeAraugo (2006)

Acto de apoyo
- La gira Dignity Tour de Hilary Duff: etapa australiana (2008)[27]
- Gira This Is Us de los Backstreet Boys: etapa australiana (2010)[36]
- Tattoos World Tour de Jason Derulo: etapa australiana (2014)[55]

## Televisión
| Año                          | Título                           | Papel      | Notas                                              |
| ---------------------------- | -------------------------------- | ---------- | -------------------------------------------------- |
| 2004, 2008-09, 2023-presente | Australian Idol                  | Ella misma | Concursante (2004), copresentadora (2008-presente) |
| 2005                         | Celebrity Circus                 | Ella misma | Concursante famoso                                 |
| 2008                         | It Takes Two                     | Ella misma | Mentora                                            |
| 2012                         | The Voice Australia              | Ella misma | Mentora                                            |
| 2014, 2022                   | Dancing with the Stars Australia | Ella misma | Concursante famosa                                 |
| 2017                         | Life Changing Adventures         | Sí misma   | Anfitriona                                         |
| 2019-presente                | Australia's Got Talent           | Ella misma | Anfitriona                                         |

## Premios y nominaciones
| Año  | Premios                                                     | Receptor                                          | Premio                                | Resultado |
| ---- | ----------------------------------------------------------- | ------------------------------------------------- | ------------------------------------- | --------- |
| 2006 | Nickelodeon Australian Kids' Choice Awards                  | Ricki-Lee Coulter                                 | Fave Australian Artist                | Ganadora  |
| 2006 | Nickelodeon Australian Kids' Choice Awards                  | Young Divas                                       | Fave Group                            | Nominada  |
| 2006 | Nickelodeon Australian Kids' Choice Awards                  | "This Time I Know It's for Real" with Young Divas | Fave Song                             | Ganadora  |
| 2006 | Urban Music Awards (Australia and New Zealand)              | Ricki-Lee                                         | Best R&B Album                        | Nominada  |
| 2007 | Nickelodeon Australian Kids' Choice Awards                  | Ricki-Lee Coulter                                 | Fave Female Singer                    | Ganadora  |
| 2007 | AIR Awards                                                  | "Can't Touch It"                                  | Best Performing Independent Single/EP | Nominada  |
| 2008 | AIR Awards                                                  | "Can't Sing a Different Song"                     | Best Independent Single/EP            | Nominada  |
| 2008 | AIR Awards                                                  | Ricki-Lee Coulter                                 | Best Independent Artist               | Nominada  |
| 2008 | Nickelodeon Australian Kids' Choice Awards                  | Ricki-Lee Coulter                                 | Fave Aussie                           | Nominada  |
| 2008 | Nickelodeon Australian Kids' Choice Awards                  | Ricki-Lee Coulter                                 | Fave Singer                           | Ganadora  |
| 2009 | Logie Awards                                                | Ricki-Lee Coulter                                 | Most Popular New Female Talent        | Nominada  |
| 2010 | MusicOz Awards                                              | "Don't Miss You"                                  | Best Video                            | Nominada  |
| 2010 | Australian Commercial Radio Awards                          | Ricki-Lee Coulter                                 | Best Newcomer on Air (Metropolitan)   | Nominada  |
| 2010 | Cosmopolitan Fun, Fearless, Female Women of the Year Awards | Ricki-Lee Coulter                                 | Radio Host                            | Nominada  |
| 2011 | Poprepublic.tv IT List Awards                               | "Raining Diamonds"                                | Single of 2011                        | Nominada  |
| 2011 | Poprepublic.tv IT List Awards                               | Ricki-Lee Coulter                                 | Australian Female Artist              | Nominada  |
| 2012 | Cosmopolitan Fun, Fearless, Female Women of the Year Awards | Ricki-Lee Coulter                                 | Singer of the Year                    | Ganadora  |
| 2012 | ARIA Music Awards                                           | "Do It Like That"                                 | Song of the Year                      | Nominada  |
| 2012 | Channel [V] Awards                                          | Ricki-Lee Coulter                                 | [V] Oz Artist of the Year             | Nominada  |
| 2012 | Poprepublic.tv IT List Awards                               | Ricki-Lee Coulter                                 | Favourite Australian Female Artist    | Nominada  |
| 2013 | Channel [V] Awards                                          | Ricki-Lee Coulter                                 | [V] Oz Artist of the Year             | Nominada  |
| 2013 | Poprepublic.tv Awards                                       | "Come & Get in Trouble with Me"                   | Favourite Single of 2013              | Nominada  |